# Діапір

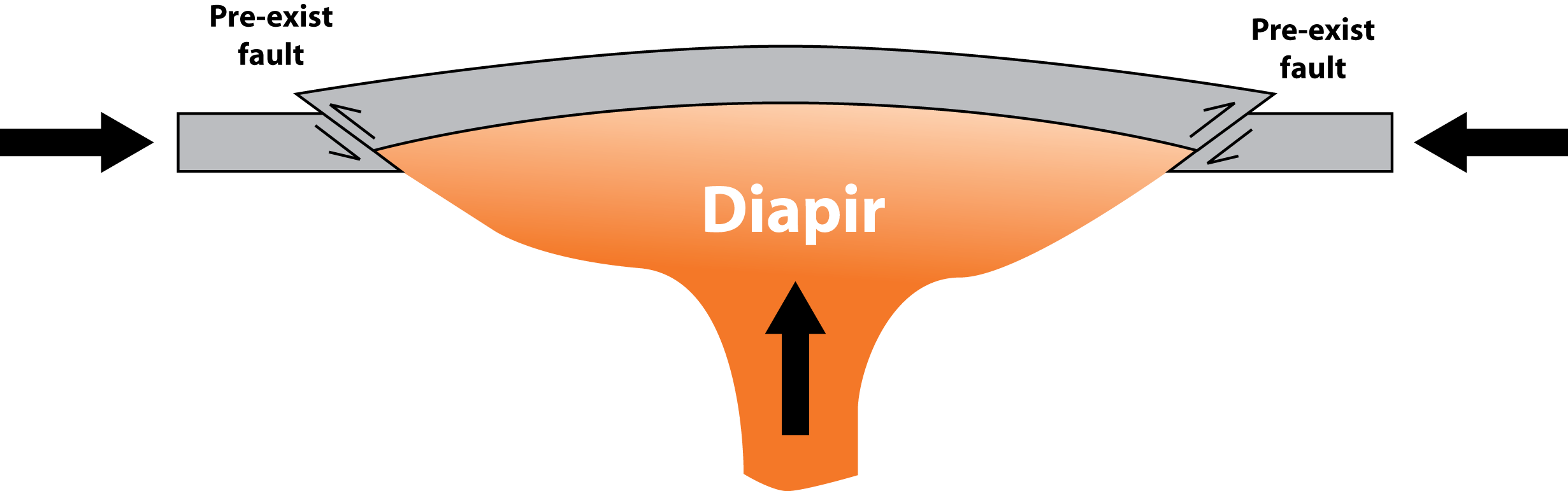
Діапір

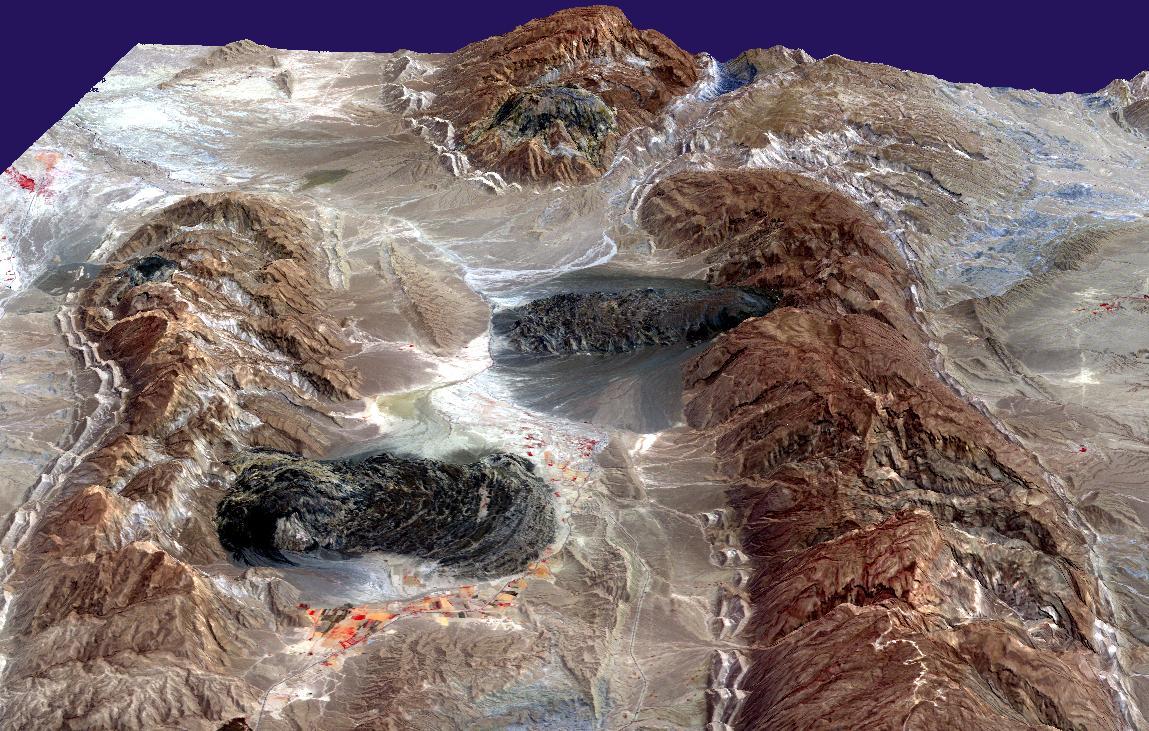
«Соляний глетчер» в загросському (Zagros Mountains) діапіровому куполі.

Діапір (від давньогрецького διαπείρειν diapeirein «проникати») (рос. диапир, англ. diapir, нім. Diapir m, Diapirfalte f) — в геології — склепінчастоподібна антиклінальна складка з інтенсивно зім'ятим ядром, що виникла шляхом видавлювання знизу високопластичних порід (сіль, глини), які при своєму підйомі прорізають шари, що складають склепіння складки і утворюють т. зв. ядро протикання.

## Загальний опис
Діапір — це область у геології, де матеріал піднявся з глибших шарів. Таке явище називається діапіризмом. Це відбувається у великих масштабах у мантії Землі. Мантійні плюми утворюються над гарячими точками. Приводом для підйому є менша щільність глибшого шару. У результаті нестабільність Релея-Тейлора змушує підніматися бульбашки матеріалу, що знаходиться внизу.
Розплави, що піднімаються, можуть утворювати інтрузії, наприклад гранітні батоліти, великі грибоподібні тіла плутонічної породи, також звані плутонами.
Евапоритові діапіри можуть утворювати соляні куполи та соляні стіни. Соляні куполи мають форму конуса, циліндра або гриба. Вони виступають вгору з маточного соляного шару, іноді на поверхню землі.

## Механізми формування
Діапіри зазвичай піднімаються вгору вздовж тріщин або зон структурної слабкості крізь щільніші перекриваючі породи. Цей процес відомий як діапіризм. Отримані структури також називаються прошивними структурами.
У процесі сегменти існуючих шарів можуть бути від'єднані та висунуті вгору. Рухаючись вище, вони зберігають багато своїх початкових властивостей, наприклад тиск — він може суттєво відрізнятися від тиску більш мілководних шарів, куди вони потрапляють [необхідне уточнення] Такі надлишкові «поплавці» становлять значний ризик при спробі пробурити їх. Існує аналогія з термометром Галілея
Діапіри також утворюються в мантії Землі, коли збирається достатня маса гарячої менш щільної магми. Вважається, що діапіризм в мантії пов'язаний з розвитком великих магматичних провінцій і деяких мантійних плюмів.
Просуваючись угору та пронизуючи верхні шари гірських порід, діапіри можуть утворювати антикліналі (складки аркоподібної форми), соляні куполи (грибоподібні/куполоподібні діапіри) та інші структури, здатні затримувати вуглеводні, такі як нафта та природний газ.
Вибухонебезпечна, гаряча летюча багата магма або виверження вулканів зазвичай називаються діатремами. Діатреми зазвичай не асоціюються з діапірами, оскільки це магми невеликого об'єму, які піднімаються за допомогою летючих шлейфів, а не через контраст густини з навколишньою мантією.

## Локації
Окрім земних спостережень, вважається, що діапіризм має місце на супутнику Нептуна Тритоні, супутнику Юпітера Європі, супутнику Сатурна Енцеладі та супутнику Урана Міранді.